# اقلیم ارمنستان

نقشه Köppen طبقه‌بندی آب و هوای ارمنستان.

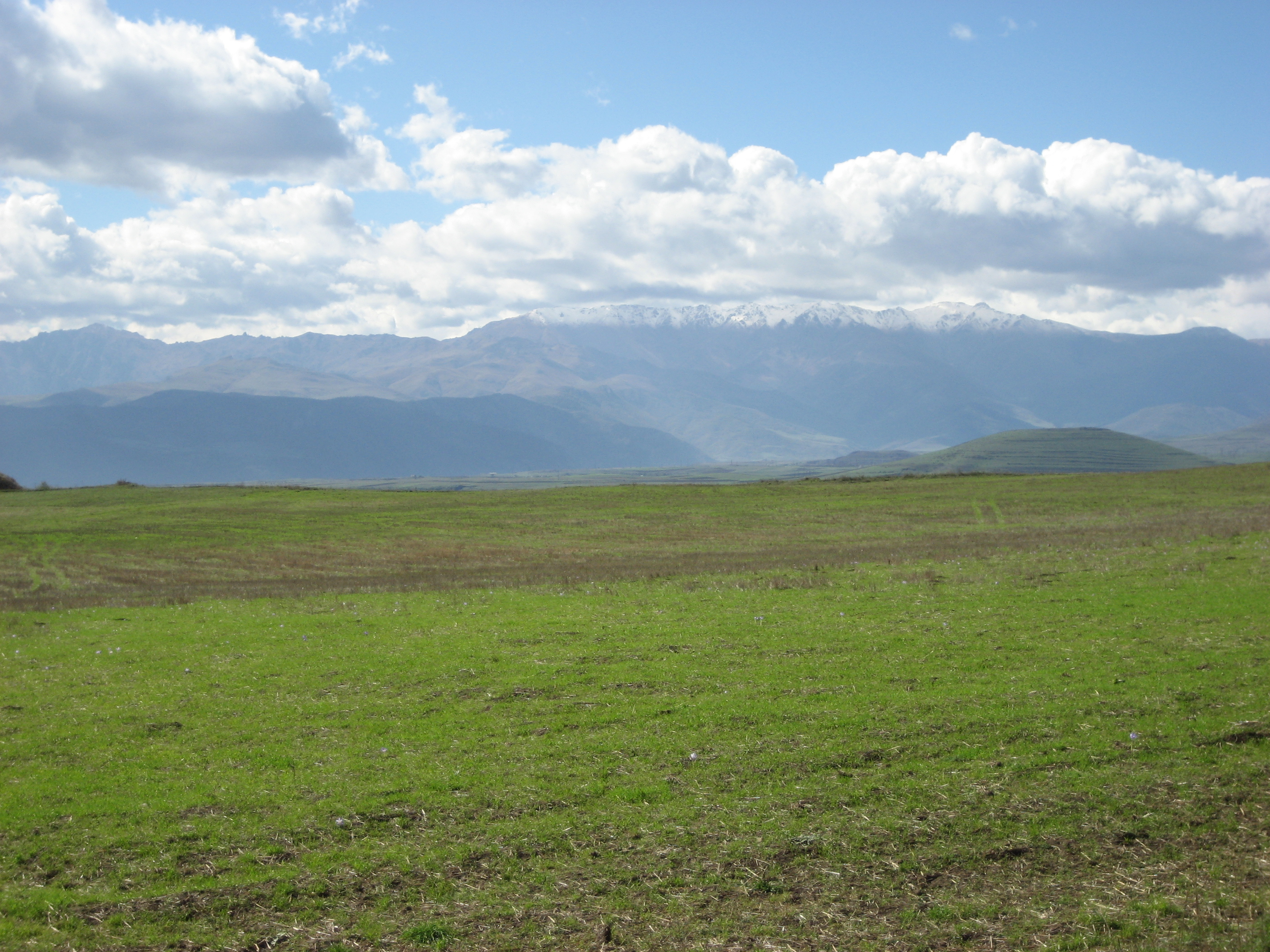
نمایی از کوهستان‌های زانگزور از شرق گوریس، ارمنستان.

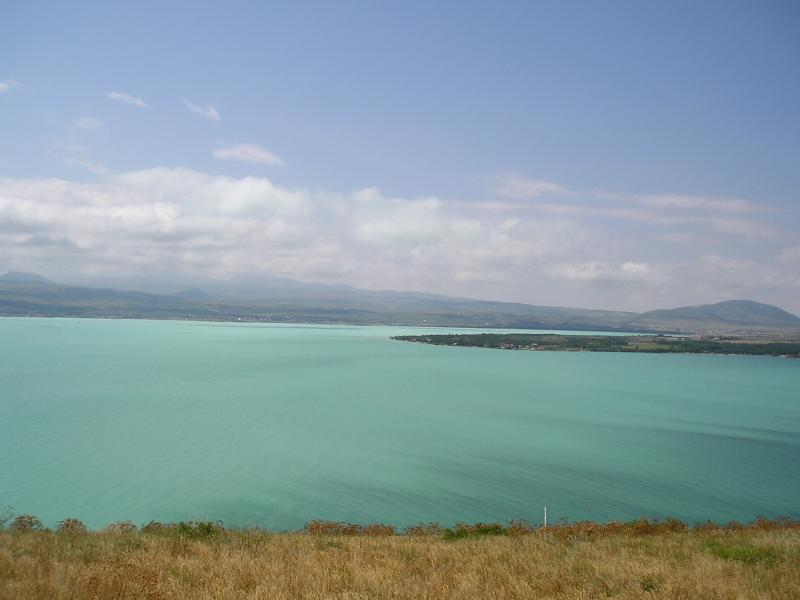
نمایی از دریاچه سوان از صومعه سواناوانک

با توجه به قرار گرفتن کشور ارمنستان در شمال منطقهٔ معتدل و با توجه به ویژگی‌های خاص اقلیمی ارمنستان و پایین بودن میزان بارندگی در این کشور، ارمنستان دارای آب و هوای خشک و قاره‌ای است.
تغییرات آب و هوا در ارمنستان، بسیار زیاد و قابل ملاحظه است. زمستان چندان هم سرد نیست. متوسط درجه حرارت در زمستان در مناطق دشت منهای ۵ درجه سانتیگراد می‌باشد. در مناطق کوهستانی متوسط درجه حرارت به منهای ۱۲ درجه سانتیگراد نیز کاهش می‌یابد.
غیر از مناطقی که دارای ارتفاع بسیار زیاد هستند، در سایر مناطق تابستان بسیار آفتابی، گرم و طولانی است. میانگین درجه حرارت در تابستان در اکثر نقاط ارمنستان ۲۵ درجه سانتیگراد (۷۷ درجه فارنهایت) است. بعضی اوقات درجه حرارت در تابستان تا ۴۲ درجه سانتیگراد (۱۰۸ درجه فارنهایت) نیز افزایش می‌یابد.
میزان بارندگی در ارمنستان چندان قابل توجه نیست. میزان بارندگی در مناطق ۴۶۰۰ تا ۶۶۰۰ پا در طول سال به‌طور متوسط در حدود ۸۰۰ میلی‌متر (حدود ۳۲ اینچ) است، در مناطق دشت و کم ارتفاع این میزان بین ۶ تا ۱۸ اینچ در سال کاهش می‌یابد.

## جدول
| زیستگاه انسانی   | بلندی | بارندگی (mm) | Daily mean °C | میانگین عمق برف | حداقل عمق برف | حداکثر عمق برف | روزهای برفی | رطوبت % |
| ---------------- | ----- | ------------ | ------------- | --------------- | ------------- | -------------- | ----------- | ------- |
| باگراتاشن        | ۴۵۳   | ۴۴۴          | ۱۱٫۷          | —               | —             | —              | —           | ۷۲      |
| ایجوان           | ۷۳۲   | ۵۶۳          | ۱۰٫۶          | ۱۰              | ۲۸            | ۱              | ۳۸          | ۷۳      |
| وانادزور         | ۱۳۵۰  | ۵۸۶          | ۷٫۴           | ۱۷              | ۳۸            | ۳              | ۷۲          | ۷۱      |
| استپاناوان       | ۱۳۹۷  | ۶۸۳          | ۶٫۶           | ۱۹              | ۵۳            | ۴              | ۷۳          | ۷۳      |
| تاشیر            | ۱۵۰۷  | ۷۱۳          | ۵٫۸           | ۱۷              | ۳۷            | ۲              | ۷۲          | ۷۵      |
| اسپیتاک          | ۱۵۵۲  | ۴۳۹          | ۷٫۱           | ۱۲              | ۵۶            | ۲              | ۶۳          | ۶۹      |
| چامباراک         | ۱۸۶۱  | ۵۵۷          | ۴٫۸           | ۱۶              | ۳۷            | ۵              | ۱۰۲         | ۷۴      |
| مغری             | ۶۲۷   | ۲۵۹          | ۱۳٫۸          | ۵               | ۲۷            | ۰              | ۲۱          | ۶۱      |
| کاپان            | ۷۰۵   | ۵۴۴          | ۱۱٫۵          | ۱۰              | ۳۲            | ۲              | ۳۴          | ۷۱      |
| آرتاشات          | ۸۲۹   | ۲۳۵          | ۱۱٫۱          | ۱۰              | ۴۴            | ۰              | ۳۹          | ۶۵      |
| آرماویر          | ۸۶۱   | ۲۴۴          | ۱۱٫۳          | ۱۰              | ۴۲            | ۰              | ۴۵          | ۶۰      |
| ایروان           | ۹۴۲   | ۳۱۶          | ۱۱٫۴          | ۱۲              | ۴۶            | ۰              | ۴۴          | ۶۰      |
| یغوارد           | ۱۳۱۷  | ۴۰۷          | ۹٫۸           | ۲۸              | ۶۸            | ۰              | ۷۴          | ۶۲      |
| آرنی             | ۱۰۰۹  | ۳۵۷          | ۱۱٫۸          | ۱۴              | —             | —              | ۴۰          | ۵۶      |
| یغگنادزور        | ۱۲۶۷  | ۳۹۸          | ۱۰٫۸          | ۱۸              | —             | —              | ۵۰          | ۶۶      |
| سیسیان           | ۱۵۸۰  | ۳۶۵          | ۶٫۶           | ۱۲              | ۳۴            | ۳              | ۷۳          | ۶۸      |
| گیومری           | ۱۵۵۶  | ۴۷۷          | ۵٫۸           | ۲۶              | ۶۱            | ۴              | ۹۶          | ۷۰      |
| تالین            | ۱۵۸۲  | ۴۳۵          | ۷٫۹           | ۲۴              | ۶۴            | ۲              | ۸۲          | ۵۹      |
| آرتیک            | ۱۷۵۰  | ۵۱۶          | ۵٫۸           | ۲۲              | ۵۱            | ۵              | ۹۵          | ۶۶      |
| فانتان           | ۱۷۹۸  | ۶۴۰          | ۶٫۰           | ۵۰              | ۷۹            | ۱۳             | ۱۲۴         | ۶۶      |
| آپاران           | ۱۲۹۱  | ۶۵۱          | ۴٫۳           | ۵۶              | ۹۲            | ۱۰             | ۱۲۵         | ۶۹      |
| سوان             | ۱۹۳۶  | ۵۵۶          | ۴٫۰           | ۳۶              | ۸۳            | ۳              | ۱۳۶         | ۷۴      |
| متس ماسریک       | ۱۹۴۰  | ۳۹۰          | ۴٫۲           | ۲۱              | ۳۵            | ۷              | ۱۰۹         | ۶۹      |
| مارتونی          | ۱۹۹۵  | ۴۵۷          | ۵٫۶           | ۲۶              | ۷۵            | ۲              | ۹۸          | ۶۷      |
| Yankh            | ۲۳۳۴  | ۴۸۸          | ۲٫۷           | ۶۴              | ۱۰۲           | ۳۳             | ۱۶۰         | ۷۲      |
| پاغاکن (شورآباد) | ۲۰۰۴  | ۵۷۴          | ۱٫۸           | ۵۳              | ۸۱            | ۱۷             | ۱۳۸         | ۷۴      |
| آراگاتس (کوه)    | ۳۳۲۹  | ۱۰۶۵         | -۲٫۷          | ۱۶۶             | ۲۳۵           | ۶۶             | ۲۵۲         | 73      |